# Баумгартнер, Пауль
Пауль Баумгартнер (нем. Paul Baumgartner; 21 июля 1903, Альтштеттен — 19 октября 1976, Локарно) — швейцарский пианист.
Учился в Мюнхенской высшей школе музыки у Вальтера Браунфельса, затем в Кёльне у Эдуарда Эрдмана. Позднее преподавал в Кёльнской, а после прихода к власти в Германии нацистов — в Базельской консерватории. Среди учеников Баумгартнера, в частности, пианисты Альфред Брендель, Арье Варди и Карл Энгель, дирижёр Гюнтер Ванд.
Баумгартнер был постоянным участником фестивалей, проводившихся Пабло Казальсом.
В 1962 году ему была присуждена премия в области культуры города Санкт-Галлен.